# Agrícola Lázaro Cárdenas
Agrícola Lázaro Cárdenas är en ort i Mexiko.   Den ligger i kommunen Nogales och delstaten Veracruz, i den sydöstra delen av landet, 210 km öster om huvudstaden Mexico City. Agrícola Lázaro Cárdenas ligger 1 385 meter över havet och antalet invånare är 3 273.
Terrängen runt Agrícola Lázaro Cárdenas är bergig norrut, men söderut är den kuperad. Agrícola Lázaro Cárdenas ligger nere i en dal. Runt Agrícola Lázaro Cárdenas är det ganska tätbefolkat, med 134 invånare per kvadratkilometer. Närmaste större samhälle är Orizaba, 11,2 km öster om Agrícola Lázaro Cárdenas. I omgivningarna runt Agrícola Lázaro Cárdenas växer huvudsakligen savannskog.